# Edmond Haxhinasto
Edmond Haxhinasto (Tirana, 16 november 1966) is een Albanees politicus. Haxhinasto studeerde in 1989 af aan de Universiteit van Tirana in de faculteit geschiedenis en filologie. 
Op 16 september 2010 werd Haxhinasto benoemd tot Minister van Buitenlandse Zaken in het kabinet van Sali Berisha. Sinds 17 januari 2011 is hij tevens vicepremier.